# Diamante della Vergine

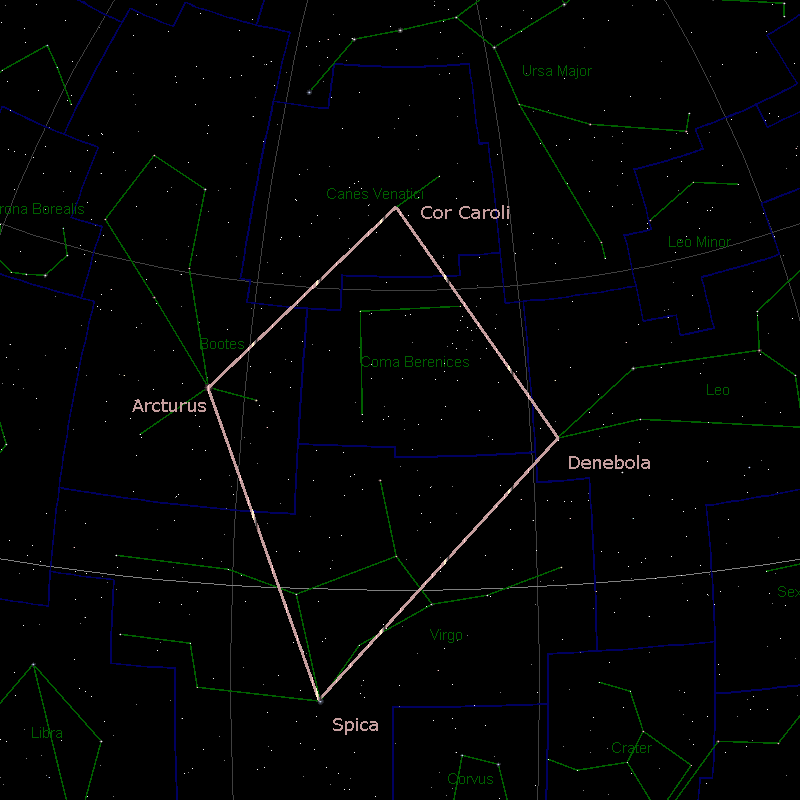
Il Diamante della Vergine, da WikiSky

Il Diamante della Vergine è un asterismo; il nome fu coniato dal divulgatore astronomico Hans A. Rey. Esso è formato dalle stelle Cor Caroli (nella costellazione dei Cani da Caccia), Denebola (la coda del Leone), Spica (la spiga nella mano sinistra della Vergine) e Arturo (nella costellazione Boote). È leggermente più grande del Grande Carro.
Le tre stelle più meridionali costituiscono un asterismo a sé stante, il Triangolo di Primavera.
All'interno del Diamante della Vergine ricade il gruppo di stelle tradizionalmente assegnate alla Chioma di Berenice, nonché molte galassie vicine, fra cui quelle comprese nell'Ammasso della Vergine; alcune di esse possono essere osservate facilmente anche con un telescopio amatoriale.